# Перемышль Московский
Перемы́шль — город Московского княжества, располагавшийся на правом берегу реки Мочи западнее нынешней деревни Дмитрово, в Троицком округе Москвы. Ныне на месте города расположено Родневское городище. Вокруг валов и рвов города расположено девять селищ, некогда являвшихся торгово-ремесленными посадами.
Считается, что основание Перемышля связано с князем Юрием Долгоруким. Согласно данным Василия Татищева, город основан в 1152 году.
Более вероятно, что крепость в Перемышле была построена между 1339 (первое упоминание в дошедшем до нас источнике) и 1370 годами, что подтверждается данными археологических раскопок. Расположение крепости представляется весьма выгодным в стратегическом отношении. Её защищали три естественные преграды — берег реки и два глубоких оврага, а со стороны плато верховья оврагов соединил широкий (27 м) искусственный ров, выгнувшийся дугой в сторону, откуда ожидали нападения.
Доминирующие положение в пределах Серпуховского удела Перемышль потерял очень скоро, после строительства в Серпухове укреплений и основания Высоцкого монастыря и существенного расширения территории княжества на запад.
В 1481 году, в заточении в Угличе скончался последний князь боровский, Василий, и Перемышль окончательно вошёл в состав московских владений.
Во второй половине XV — начале XVI веков Перемышль перестал быть центром удела, оставаясь лишь местом сбора дорожных пошлин. Писцовые книги начала XVII века фиксируют на месте бывшего города распахиваемое городище.
В данный момент на его месте - усадьба Роднево, принадлежавшая булочнику Д. И. Филиппову, административно принадлежащая н. п. посёлок Спортбазы.